# Nate Jones (boxe anglaise)
Nathaniel Henry "Nate" Jones est un boxeur américain né le 18 août 1972 à Chicago.

## Carrière
Aux Jeux olympiques d'été de 1996, il combat dans la catégorie des poids lourds et remporte la médaille de bronze.